# Filmjahr 1889
Liste der Filmjahre

1888 | Filmjahr 1889 | 1890 | 1891 | 1892 | 1893 | ► | ►►

Weitere Ereignisse

## Ereignisse
- 21. Juni: Der britische Fotograf William Friese-Greene meldet eine chronophotographische Kamera zum Patent an. Leisurely Pedestrians, Open Topped Buses and Hansom Cabs with Trotting Horses ist der erste mit diesem Gerät aufgenommene Film.
- Der britische Erfinder Wordsworth Donisthorpe entwickelt mit dem Kinesigraph einen Vorläufer der Filmkamera.

## Geboren

### JanuarFebruar
- 03. Januar: Robert M. Haas, US-amerikanischer Filmarchitekt († 1962)
- 04. Januar: Ulrich Mohrbutter, deutscher Produzent († 1971)

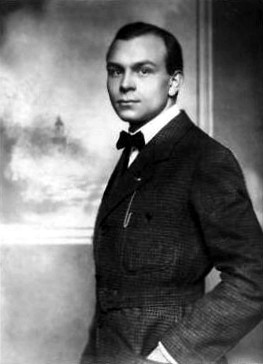
Paul Hartmann (* 8. Januar)

- 08. Januar: Paul Hartmann, deutscher Schauspieler († 1977)
- 08. Januar: Russell Owen, US-amerikanischer Journalist († 1952)
- 10. Januar: Rafael Bardem, spanischer Schauspieler († 1972)
- 10. Januar: Joseph Santley, US-amerikanischer Regisseur, Drehbuchautor und Produzent († 1971)
- 22. Januar: Otto Lehmann, deutscher Produktionsleiter († 1968)
- 25. Januar: Zheng Zhengqiu, chinesischer Drehbuchautor und Regisseur († 1935)
- 26. Januar: Guido Barbarisi, italienischer Schauspieler († 1960)

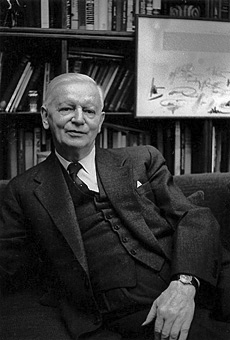
Carl Theodor Dreyer (* 3. Februar)

- 03. Februar: Carl Theodor Dreyer, dänischer Regisseur († 1968)
- 03. Februar: Emil Hess, schweizerischer Schauspieler († 1945)
- 04. Februar: Richard Boleslawski, polnischer Schauspieler und Regisseur († 1937)
- 04. Februar: Walter Catlett, US-amerikanischer Schauspieler († 1960)
- 05. Februar: Nigel Barrie, britischer Schauspieler († 1971)
- 06. Februar: Herbert Hübner, deutscher Schauspieler († 1972)
- 06. Februar: Elmo Lincoln, US-amerikanischer Schauspieler († 1952)
- 08. Februar: Siegfried Kracauer, deutscher Filmwissenschaftler († 1966)
- 11. Februar: Wladimir Deschewow, russischer Komponist († 1955)
- 13. Februar: Leontine Sagan, österreichische Regisseurin († 1974)
- 14. Februar: Martha Novelly, deutsche Schauspielerin († 1972)
- 16. Februar: Ida Orloff, österreichisch-russische Schauspielerin († 1945)
- 17. Februar: Aline Bußmann, deutsche Schauspielerin († 1968)
- 21. Februar: Felix Aylmer, britischer Schauspieler († 1979)
- 21. Februar: Otto Wallburg, deutscher Schauspieler († 1944)
- 22. Februar: Josef Egger, österreichischer Schauspieler († 1966)
- 22. Februar: Ajzyk Samberg, polnischer Schauspieler († 1943)
- 23. Februar: Victor Fleming, US-amerikanischer Regisseur († 1949)
- 23. Februar: Musidora, französische Schauspielerin, Drehbuchautorin und Regisseurin († 1957)
- 24. Februar: Suzanne Bianchetti, französische Schauspielerin († 1936)
- 24. Februar: Alexei Diki, sowjetischer Schauspieler († 1955)

### März/April

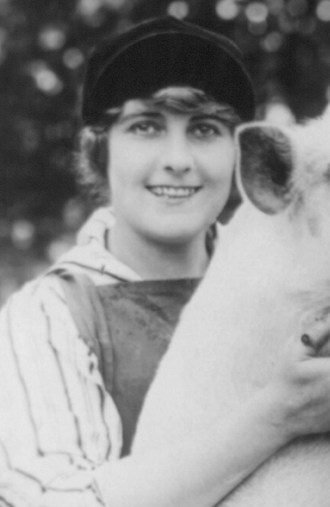
Pearl White (* 4. März)

- 04. März: Pearl White, US-amerikanische Schauspielerin († 1938)
- 06. März: Arnold Fanck, deutscher Regisseur († 1974)
- 12. März: Claire Gérard, belgische Schauspielerin und Synchronsprecherin († 1971)
- 16. März: Friedrich Fehér, österreichischer Schauspieler und Regisseur († 1950)
- 21. März: W. S. Van Dyke, US-amerikanischer Regisseur († 1943)
- 21. März: Alexander Wertinski, russisch-sowjetischer Schauspieler († 1957)
- 24. März: Jacques N. Ermolieff, russischer Produzent († 1962)
- 24. März: Stephen Goosson, US-amerikanischer Szenenbildner († 1973)
- 24. März: Joseph Massolle, deutscher Toningenieur († 1957)
- 28. März: Robert A. Dietrich, deutscher Szenenbildner († 1947)
- 29. März: Warner Baxter, US-amerikanischer Schauspieler († 1951)
- 29. März: Howard Lindsay, US-amerikanischer Dramatiker und Drehbuchautor († 1968)
- 30. März: Herman Bing, deutscher Komiker und Schauspieler († 1947)

- 01. April: Helene von Bolváry, ungarische Schauspielerin († 1943)
- 02. April: Ira Morgan, US-amerikanischer Kameramann († 1959)
- 14. April: James Stephenson, US-amerikanischer Schauspieler († 1941)

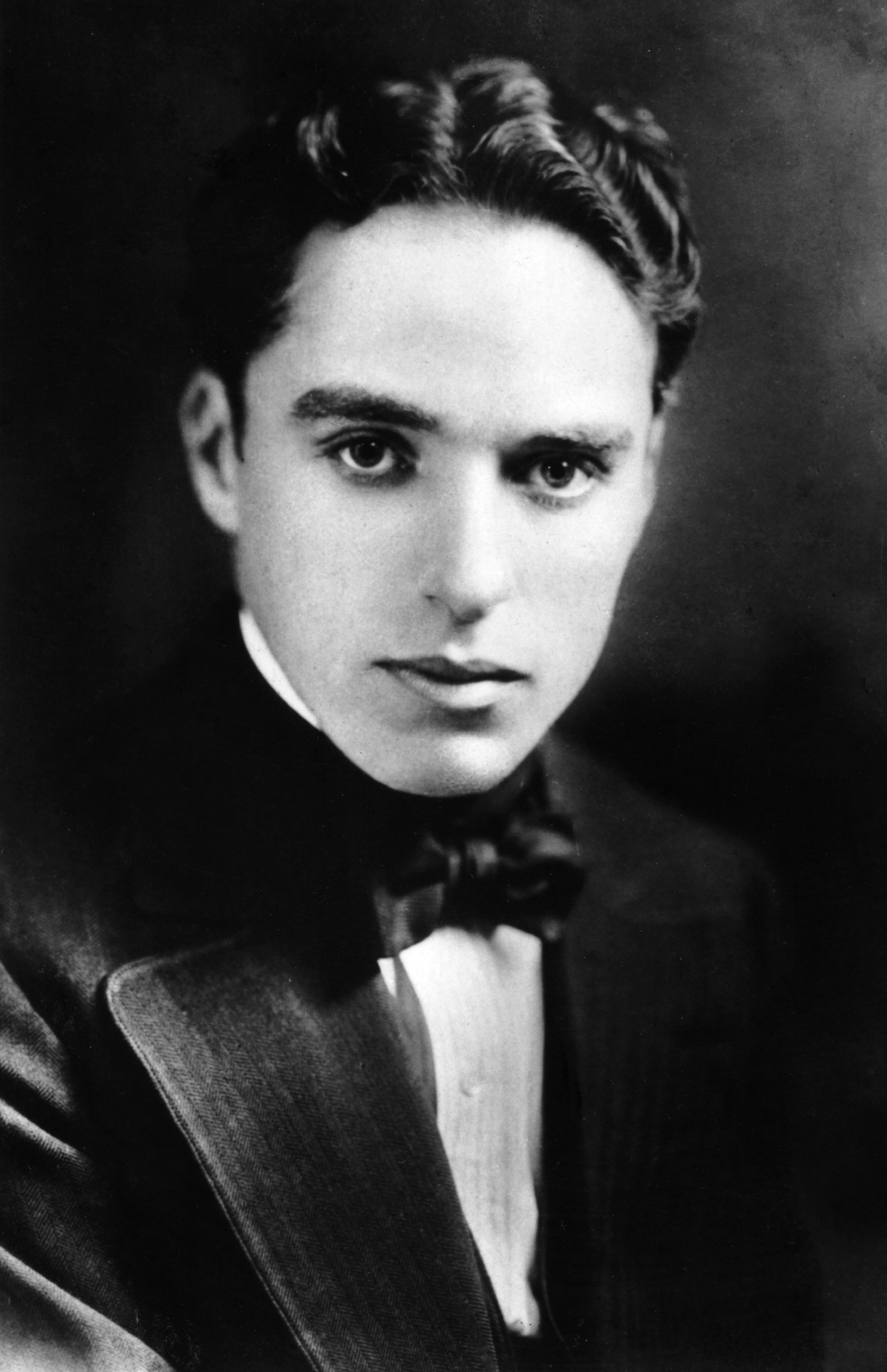
Chaplin, Jugendfoto

- 16. April: Charlie Chaplin, britischer Regisseur, Produzent, Schauspieler und Komiker († 1977)
- 16. April: Martha Hübner, deutsche Komikerin und Schauspielerin († 1969)
- 16. April: Arthur Lange, US-amerikanischer Komponist († 1956)
- 28. April: Bryant Washburn, US-amerikanischer Schauspieler († 1941)
- 29. April: Otto Sauter-Sarto, deutscher Schauspieler († 1958)

### Mai/Juni
- 05. Mai: Jack P. Pierce, US-amerikanischer Maskenbildner († 1968)
- 05. Mai: Hermann Warm, deutscher Szenenbildner († 1976)
- 06. Mai: Emanuel Alfieri, österreichischer Drehbuchautor und Produktionsleiter († 1964)
- 14. Mai: Louis Douglas, US-amerikanischer Tänzer und Schauspieler († 1939)
- 15. Mai: Otto Stransky, österreichischer Komponist († 1932)
- 17. Mai: Dorothy Gibson, US-amerikanische Schauspielerin († 1946)
- 18. Mai: Ressel Orla, österreichische Schauspielerin († 1931)
- 19. Mai: Carey Wilson, US-amerikanischer Drehbuchautor und Filmproduzent († 1962)
- 21. Mai: Arthur Hohl, US-amerikanischer Schauspieler († 1964)
- 23. Mai: Erich Engels, deutscher Regisseur und Drehbuchautor († 1971)
- 23. Mai: Vester Pegg, US-amerikanischer Schauspieler († 1951)

- 03. Juni: Jack Okey, US-amerikanischer Art Director und Szenenbildner († 1963)
- 05. Juni: Helene Thimig, österreichische Schauspielerin († 1974)
- 07. Juni: Bruno Lutz, deutscher Filmarchitekt († 1964)
- 10. Juni: Sessue Hayakawa, japanischer Schauspieler († 1973)
- 11. Juni: Wesley Ruggles, US-amerikanischer Regisseur, Produzent und Schauspieler († 1972)
- 15. Juni: Salka Viertel, österreichisch-amerikanische Schauspielerin und Drehbuchautorin († 1978)
- 16. Juni: Sabine Impekoven, deutsche Schauspielerin († 1970)
- 17. Juni: Erich Zander, deutscher Filmarchitekt († 1965)
- 20. Juni: Elsa Textorius, schwedische Schauspielerin († 1972)
- 21. Juni: Ralph J. Block, US-amerikanischer Produzent, Drehbuchautor und Gewerkschaftspräsident († 1974)
- 21. Juni: Mario Bonnard, italienischer Schauspieler, Regisseur und Drehbuchautor († 1965)
- 24. Juni: Conrad A. Nervig, US-amerikanischer Filmeditor († 1980)
- 27. Juni: Moroni Olsen, US-amerikanischer Schauspieler († 1954)
- 29. Juni: Karl Künzel, österreichischer Produktionsleiter († 1945)

### Juli/August
- 03. Juli: Richard Cramer, US-amerikanischer Schauspieler († 1960)
- 04. Juli: Jim Gérald, französischer Schauspieler († 1958)
- 04. Juli: Joseph Ruttenberg, US-amerikanischer Kameramann († 1983)
- 05. Juli: Jean Cocteau, französischer Regisseur († 1963)
- 15. Juli: Marco de Gastyne, französischer Regisseur, Drehbuchautor und Szenenbildner († 1982)
- 15. Juli: Marjorie Rambeau, US-amerikanische Schauspielerin († 1970)
- 20. Juli: Erich Pommer, deutscher Produzent († 1966)
- 22. Juli: James Whale, britischer Regisseur († 1957)

- 04. August: Paul Graetz, deutscher Kabarettist und Komiker († 1937)
- 30. August: Bodil Ipsen, dänische Schauspielerin und Regisseurin († 1964)

### September bis Dezember
- 01. September: Glenn Anders, US-amerikanischer Schauspieler († 1981)

- 01. Oktober: Minta Durfee, US-amerikanische Schauspielerin († 1975)
- 08. Oktober: Iwan Iljitsch Mosschuchin, russischer Schauspieler († 1939)
- 25. Oktober: Abel Gance, französischer Regisseur († 1981)

- 09. November: Snub Pollard, australischer Schauspieler († 1962)
- 10. November: Claude Rains, britischer Schauspieler († 1967)
- 11. November: Clifton Webb, US-amerikanischer Schauspieler († 1966)

- 10. Dezember: Ray Collins, US-amerikanischer Schauspieler († 1965)